# Вујићи Војаковачки
Вујићи Војаковачки (хрв. Vujići Vojakovački) су насељено место у саставу града Крижевци, Копривничко-крижевачка жупанија, Хрватска.

## Историја
До територијалне реорганизације у Хрватској били су у саставу старе општинее Крижевци.

## Становништво
У попису становништва из 2011. године, Вујићи Војаковачки су имали 57 становника.
| Број становника према пописима | Број становника према пописима | Број становника према пописима | Број становника према пописима | Број становника према пописима | Број становника према пописима | Број становника према пописима | Број становника према пописима | Број становника према пописима | Број становника према пописима | Број становника према пописима | Број становника према пописима | Број становника према пописима | Број становника према пописима | Број становника према пописима | Број становника према пописима |
| ------------------------------ | ------------------------------ | ------------------------------ | ------------------------------ | ------------------------------ | ------------------------------ | ------------------------------ | ------------------------------ | ------------------------------ | ------------------------------ | ------------------------------ | ------------------------------ | ------------------------------ | ------------------------------ | ------------------------------ | ------------------------------ |
| 1857                           | 1869                           | 1880                           | 1890                           | 1900                           | 1910                           | 1921                           | 1931                           | 1948                           | 1953                           | 1961                           | 1971                           | 1981                           | 1991                           | 2001                           | 2011                           |
| 0                              | 0                              | 0                              | 86                             | 113                            | 63                             | 55                             | 121                            | 116                            | 133                            | 116                            | 90                             | 79                             | 61                             | 52                             | 57                             |

Напомена: Исказује се од 1880, и то до 1948. у саставу насеља, а од 1953. као насеље. До 1900 исказивано под именом Вујићи. Године 1880. подаци су садржани у насељу Војаковац.

### Попис1991.
У попису становништва из 1991. године, Вујићи Војаковачки су имали 61 становника, следећег националног састава:
| Попис 1991.‍  | Попис 1991.‍  | Попис 1991.‍ | Попис 1991.‍ | Попис 1991.‍ |
| ------------ | ------------ | ----------- | ----------- | ----------- |
|              |              |             |             |             |
| Хрвати       | Хрвати       |             | 40          | 65,57%      |
| Срби         | Срби         |             | 12          | 19,67%      |
| Jугословени  | Jугословени  |             | 7           | 11,47%      |
| неопредељени | неопредељени |             | 2           | 3,27%       |
| укупно: 61   |              |             |             |             |

### Попис1910.
| Вујићи Војаковачки                                 | Вујићи Војаковачки                                          |
| -------------------------------------------------- | ----------------------------------------------------------- |
| језик                                              | вера                                                        |
| укупно: 63 Српски 45 (71,42%) Хрватски 18 (28,57%) | укупно: 63 Православци 45 (71,42%) Римокатолици 18 (28,57%) |